# Johannes de Garlândia
Johannes de Garlândia (ou Garlandia), ou Johannes Gallicus (fl. ca. 1270–1320 (50 anos)) foi um teorista e compilador musical francês da Idade Média.
A ele foram atribuídos dois influentes tratados sobre a notação musical Ars antiqua (ou Ars vetus), De mensurabili musica e De plana musica, que no entanto haviam sido originalmente produzidos por volta de 1260.  Hoje a opinião mais corrente é de que ele teria apenas editado esses dois trabalhos (por meio de revisão e cópia), ainda que possa ter efetivamente escrito ou alterado alguns dos capítulos desse material.